# مكاك بربري
مكاك بربري أو قرد المغرب أو شَدِيم (الاسم العلمي: Macaca sylvanus) (باللغات الأمازيغية: أزعضوض - ⴰⵣⴹⵓⴹ) هو نوع من الثديات يتبع لجنس المكاك من فصيلة سعادين العالم القديم،  هو الوحيد ضمن من فصيلته الذي يعيش في القارة الإفريقية. المكاك البربري ليس له ذيل، وموطنه الأصلي جبال الأطلس بالمغرب والجزائر وتونس، ينتشر المكاك البربري اليوم بشكل رئيسي بسلسلة جبال الأطلس بالمغرب والجزائر، كما تم إدخاله إلى سلسلة جبال الريف شمال المغرب، وجبل طارق. توجد حوالي 23% من أعداد المكاك (5,500 فرد) في الجزائر، مقابل 77% في المغرب.

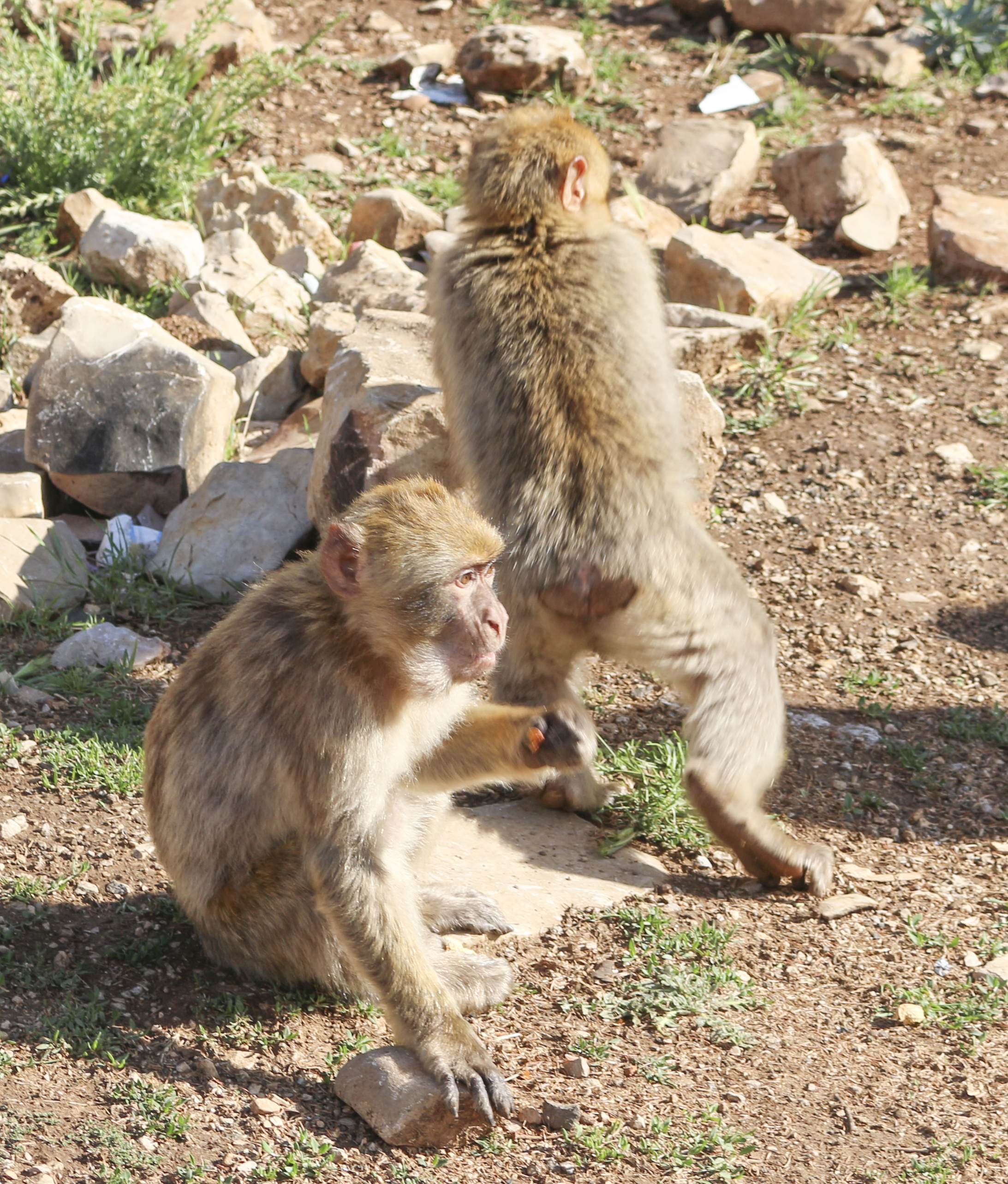
قردة المكاك من غابة ميشليفن بالأطلس المتوسط

## التسمية
يسمى المكاك البربري نسبة إلى منطقة عيشه في شمال إفريقيا التي يسكنها الأمازيغ، كما يطلق عليه المكاك المغربي لأنه أكثر انتشارا في المغرب. أما بالأمازيغية فيسمى (باللغات الأمازيغية: أزعضوض - ⴰⵣⴹⵓⴹ) وقد حورت للدارجة المغربية لتصبح زعطوط، وهو الإسم المحلي الشائع، خاصة بمدينة مراكش.

## المظهر
لون هذا القرد بنّـي مائل للأصفر ويميل لون الجوانب السفلى من وبره للون الرمادي الفاتح ولون وجه وردي غامق. حده الأقصى في النمو هو 75 سم و13 كلغ (29 رطل). الأطراف العلوية لهذا القرد أطول من أطرافه السفلية، وتتميز هذه الفصيلة بافتقادها للذيل كما تتميز بصغر حجم الإناث مقارنة مع الذكور. يستعمل الزعطوط أطرافه الأربعة في الحركة، وأحيانا بنتصب على الاطراف السفلى خصوصا عند إحساسه بالخطر. [بحاجة لمصدر]

## البيئة
تقتصر بيئتها على المناطق الصخرية والغابوية غير الصالحة للزراعة. يسكن أساسا في غابات الارز، والصنوبر والبلوط،ويعيش على ارتفاعات تصل إلى 2,100 م فوق سطح البحر(6,900 قدم) أو أكثر. [بحاجة لمصدر]
هو حيوان نهاري، ويقسم وقته بالتساوي بين الشجر والأرض. يعتبر من آكلي الاعشاب حيث تتغذى على الاوراق والجذور، والفاكهة، لكنها أيضا تتغدي علي الحشرات. قد تمتد منطقة عيش جماعة واحدة من هذه القردة إلى عدة كيلو مترات، وهي تتعايش سلميا مع الأنواع الأخرى، وتتقاسم معها الموارد المائية دون نزاع.[بحاجة لمصدر]
المكاك البربري هو قرد اجتماعي، يعيش في مجموعات مختلطه من الذكور والإناث، وتتكون المجموعات من 10 إلى 100 فرد تتزعمها الأثنى القائدة الأكبر سنا، في حين تشاكر الذكور في تنشئة الصغار، وتنفق الكثير من الوقت للعب معهم. الروابط الاجتماعية قوية بين الذكر وابنه، ومع باقي ذكور المجموعة، وهذا قد يكون نتيجة انتقاء وتفضيل الإناث للذكور الأبوية. [بحاجة لمصدر]

## التكاثر

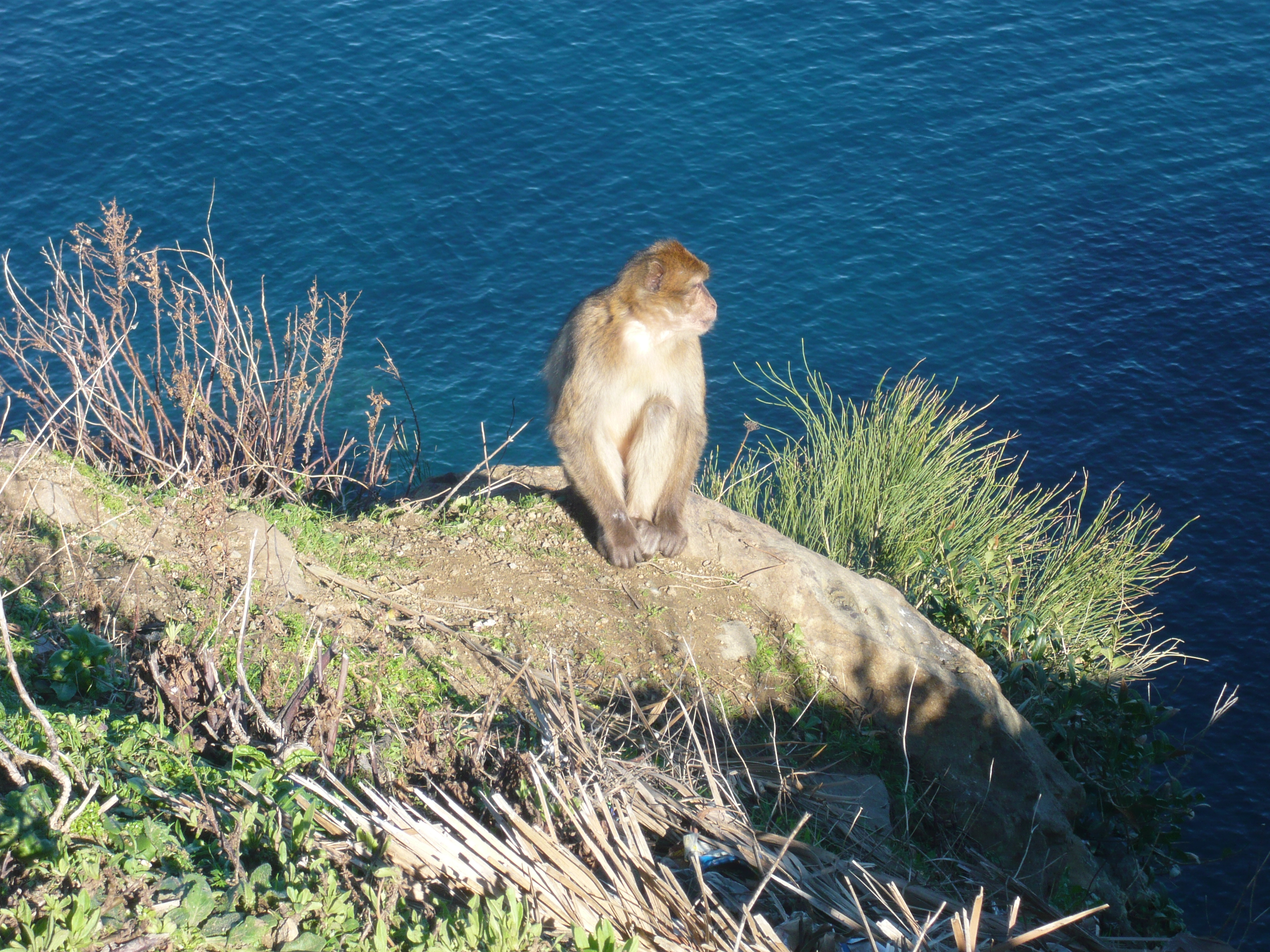
الماغو بشواطئ جيجل جزائرية محادية للغابة.

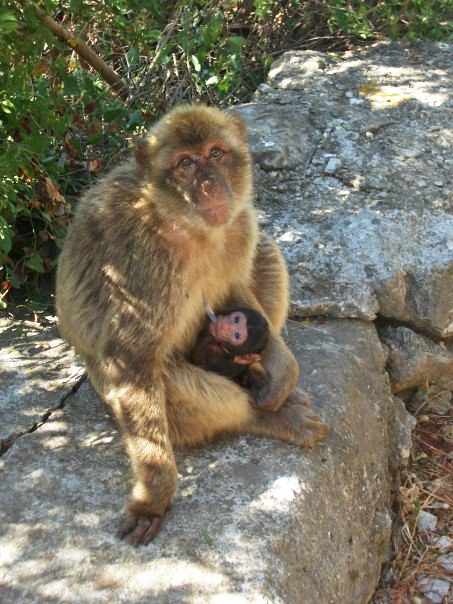
مكاك صغير مع أمه.

موسم التزاوج يمتد من تشرين الثاني/نوفمبر ولغاية أذار/ مارس، والحمل يمتد من 147 إلى 192 يوما، وعادة يولد صغير واحد لكل أنثى، ونادرا ما تلد الأنثى توأم. القرود تصل إلى سن النضج في عمر 3 إلى 4 سنوات، ويمكن ان تعيش لمدة 20 عاما أو أكثر.[بحاجة لمصدر]

## التواصل والإدراك لدى المكاك البربري
تتميّز قرود المكاك البربري (Macaca sylvanus) بقدرتها على استخدام مجموعة متنوعة من الوسائل البصرية والصوتية للتواصل الاجتماعي. وتشمل الإشارات البصرية تعابير الوجه التي تُستخدم للتعبير عن المشاعر والحالات الاجتماعية. فعلى سبيل المثال، تُظهر الإناث تعبيرات تهديدية تتمثل في فتح الفم بشكل دائري عند التفاعل العدواني مع إناث أخريات، وهو ما يُعد مؤشرًا على الهيمنة. كما يُعتبر كشف الأسنان سلوكًا يدل على الخضوع. ومن بين سلوكيات الاسترضاء الشائعة لعق الشفاه وقضم الأسنان، والتي تُوجَّه عادةً إلى الأفراد ذوي المكانة الأعلى في التسلسل الاجتماعي، أو إلى الصغار.
تعرض هذه القرود أيضًا تعبيرات وجهية تشير إلى حالات انفعالية إيجابية، مثل الوجه المفتوح المُسترخي أثناء اللعب، والذي يُعتقد أنه يدل على السعادة والارتياح 
تلعب الأصوات دورًا أساسيًا في منظومة التواصل لدى هذه الرئيسيات. تُصدر قرود المكاك البربري صرخات ونداءات مختلفة تبعًا للسياق الاجتماعي، مثل نداء "آه آه" العالي والحاد الذي يُستخدم للتحذير من الخطر. وقد وُجد أن نداءات التزاوج التي تُطلقها الإناث أثناء التزاوج تُسهم في تحفيز الذكور وزيادة احتمالية القذف. كما تستطيع هذه القرود التعرّف على أفراد المجموعة من خلال تمييز نداءاتهم، وتستطيع الأمهات التعرّف على صغارها من خلال أصوات البكاء التي يُصدرونها.
يُلاحظ أن الصغار يُطلقون سلسلة من النداءات عالية النبرة في أوقات المساء، ويُفترض أنها تهدف إلى تحديد موقع الأمهات في المجموعات النائمة. كما أظهرت الدراسات أن المكاك البربري يمكنه تمييز نبرة أصوات أفراد المجموعات المجاورة، وأن النداءات الصوتية تُكتسب من خلال التعلّم الاجتماعي، مع احتمال وجود لهجات صوتية مميزة بين المجموعات المختلفة

## علاقته بالإنسان

### في المغرب
يتواجد المكاك البربري في المغرب بالمناطق السياحية الجبلية، خصوصا في غابات الأرز الأطلسي مثل غابة أرز غورو بنواحي إفران وشلالات أوزود بضواحي أزيلال. كما يستعمل في فن الحلقة في ساحة «جامع الفنا» في مدينة مراكش، وفي الأسواق والملاهي الشعبية المغربية، حيث يتم تدريبه على أداء حركات بهلوانية، للسياح.[بحاجة لمصدر]

### في الجزائر

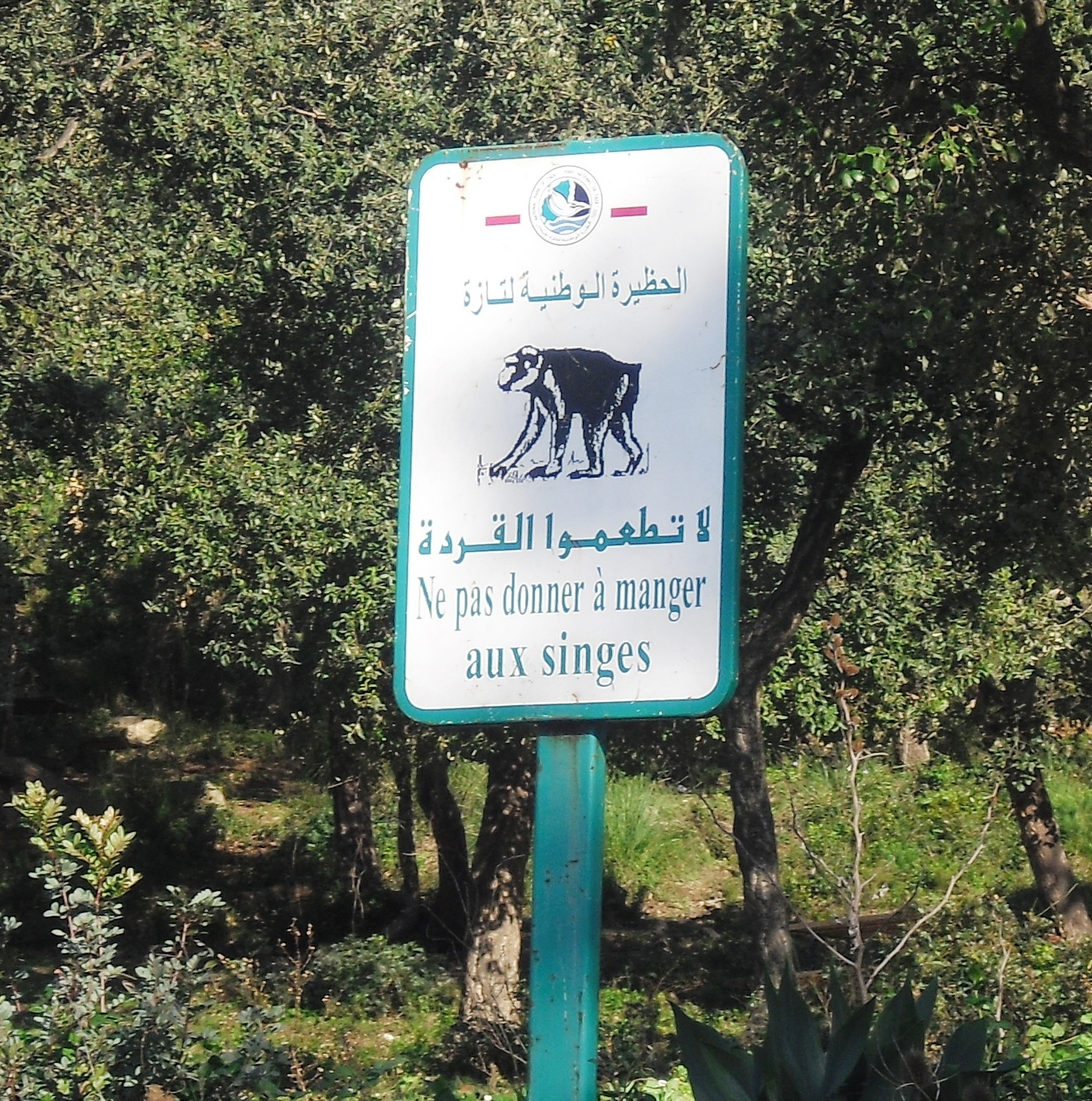
لا تطعموا القردة: إشارة لحماية الماغو بجيجل (الجزائر).

يوجد المكاك البربري بالجزائر في عدة مناطق، خاصة بولايات بجاية وتيزي وزو وجيجل ومستغانم وعين تموشت وسكيكدة، على الشريط الشمالي للبلاد، ويخرج أحيانا إلى الطرقات والمناطق المأهولة بالسكان لطلب الطعام. اتخذت الحكومة الجزائرية عدة إجراءات لحماية هذا الحيوان مثل منع إطعامه ومنع امتلاكه لغرض التربية، كما تم بإنشاء بعض المحميات الطبيعية لحمايته مثل الحضيرة الوطنية بتازة (جيجل) وحضيرة جرجرة.[بحاجة لمصدر]

### في جبل طارق

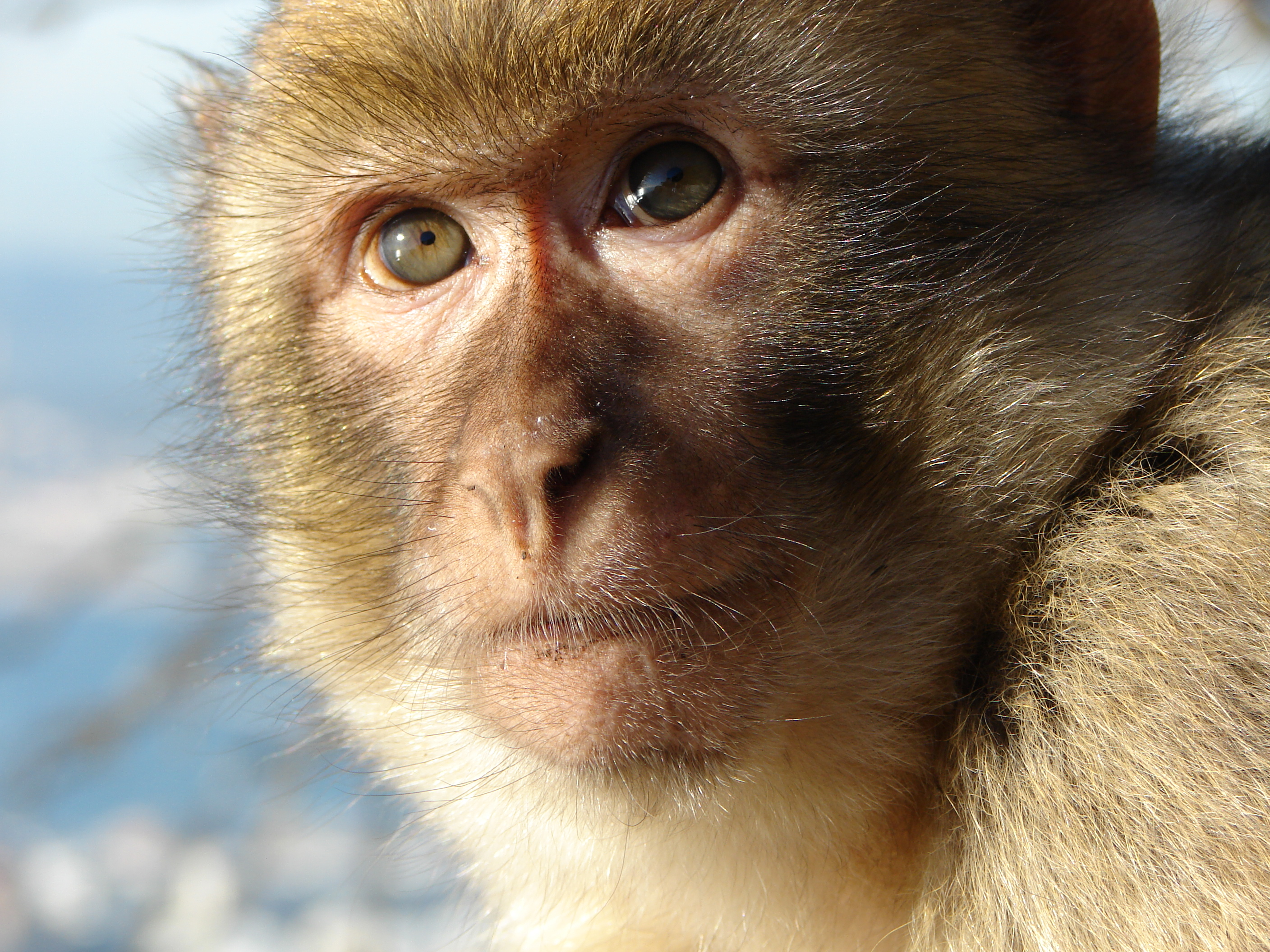
لقطة مُقرَّبة لوجه مكاك بربري في جبل طارق.

القرود الحالية في جبل طارق تم ادخالها عن طريق البشر من شمال أفريقيا، ويعتقد أنها كانت مستأنسة ثم توحشت. لكنها كانت موجودة خلال عصر البليستوسين في أوروبا (وصلت شمالا حتى ألمانيا وإنجلترا) وسواحل البحر الأبيض المتوسط، وانخفضت بسرعة مع بداية العصر الجليدي وانقرضت في شبه جزيرة ايبيريا حوالي 30,000 سنة مضت. وتم توثيق وجودها على الساحل البربري قبل أن يستولى عليه الإنجليز سنة 1704. خصصت الحكومة البريطانية ضابطاً يشرف على إطعام هذا المكاك وعلى صحته، حيث هناك أسطورة بين الأهالي فحواها أن انقراض هذا المكاك من جبل طارق بشير بجلاء الإنجليز عنها. [بحاجة لمصدر]

### في التراث
هناك مثل شعبي مغربي شائع يقول (فلوس اللبن يديهم زعطوط)، و تحكي الأسطورة أن المكاك البربري كان يتابع باهتمام لبانا (بائع لبن) قرب نهر وهو يمزج اللبن بالماء بالقدر نفسه ليبيعه ويجني أرباحا مضاعفة، ثم باع اللبان كل الجررو، لكن المكاك باغت اللبان وسرق منه النقود وتوجه صوب النهر وأخذ يضع قطعة نقدية بجانبه ويرمي بالأخرى في الماء. عبر اللبان عن حسرته بالقول«فلوس الماء يديهم الماء وفلوس اللبن يديهم زعطوط» بمعنى نقود الماء يأخذهم الماء ونقود اللبن يأخذهم المكاك البربري. [بحاجة لمصدر]

### استخدام المكاك في الأبحاث الطبية
تُعد قرود المكاك من أكثر الرئيسيات استخدامًا في الأبحاث الطبية الحيوية. خلال خمسينيات القرن العشرين، استُخدم مكاك آكل السرطان (Crab-eating macaque) على نطاق واسع في الدراسات التي ساهمت في تطوير لقاح شلل الأطفال. بالإضافة إلى ذلك، أدّت قرود مكاك الريسوس ومكاك آكل السرطان أدوارًا بارزة في مجال الاستنساخ.
في عام 2001، تمكّن العلماء لأول مرة من استنساخ مكاك الريسوس باستخدام تقنية نقل نواة خلية جنينية (Embryonic Cell Nuclear Transfer). وفي عام 2018، أصبح مكاك آكل السرطان أول رئيسي يُستنسخ باستخدام تقنية نقل نواة خلية جسدية (Somatic Cell Nuclear Transfer).

## التهديد بالانقراض
عرفت أعداد المكاك البربري انخفاضا كبيرا في السنوات الأخيرة حيث أعلن في عام 2009 من الفصائل المهددة بالانقراض، وتمثل قردة جبال الأطلس المتوسط بالمغرب ثلاثة أرباع المكاك البربري في العالم. ومن أهم أسباب تراجع أعدادها، المتجارة بها كحيوانات أليفة بشكل غير شرعي.

## معرض الصور

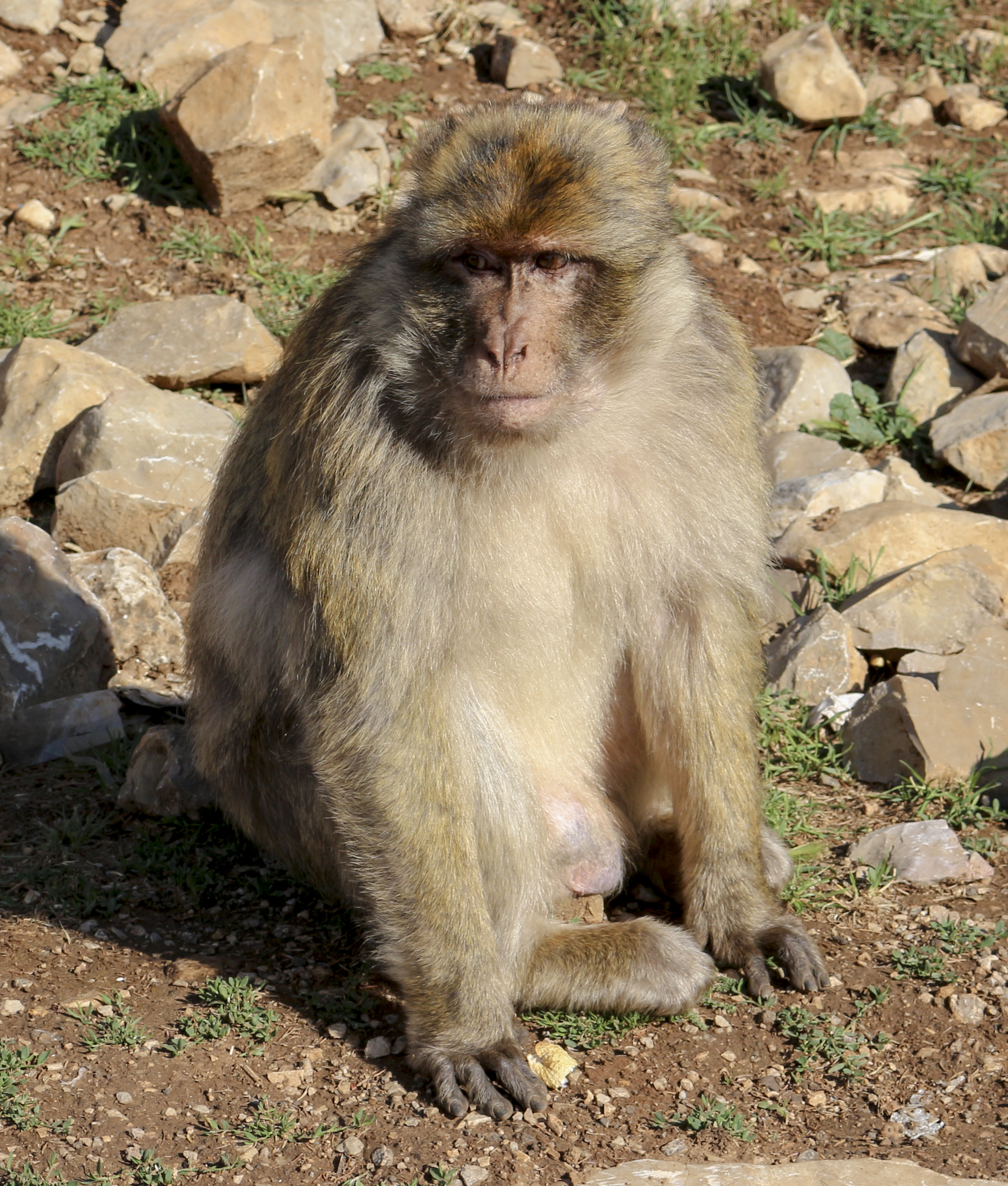
مكاك بربري بالغ بالأطلس المتوسط